# داني سيمبسون
دانيال بيتر سيمبسون (بالإنجليزية: Danny Simpson) (ولد في 4 يناير 1987) هو لاعب كرة قدم إنجليزي محترف. يلعب في مركز الظهير الأيمن في فريق ليستر سيتي.

## روابط خارجية
- داني سيمبسون على موقع بوكس ريك (الإنجليزية) (registration required)
- داني سيمبسون على موقع الاتحاد الأوربي (الإنجليزية)
- داني سيمبسون على موقع قاعدة بيانات كرة القدم.إي يو (الإنجليزية)
- داني سيمبسون على موقع Soccerbase.com (لاعب) (الإنجليزية)
- داني سيمبسون على موقع Soccerway.com (الإنجليزية)
- داني سيمبسون على موقع عالم كرة القدم.نت (الإنجليزية)
- داني سيمبسون على موقع كووورة
- داني سيمبسون على موقع AS.com (الإسبانية)